# Миллерский
Ми́ллерский — хутор в Озинском районе Саратовской области. Входит в состав Чалыклинского муниципального образования.

## География
Хутор находится на расстоянии 33 км к северо-западу от рабочего посёлка Озинки, административного центра района.

### Часовой пояс
Хутор Миллерский, как и вся Саратовская область, находится в часовой зоне МСК+1. Смещение применяемого времени относительно UTC составляет +4:00.

## Население
| 2002 | 2010 |
| ---- | ---- |
| 143  | ↘87  |

### Национальный состав
Согласно результатам переписи 2002 года, в национальной структуре населения казахи составляли 37 % из 143 чел., курды — 31 %.

## Транспорт
Автомобильная дорога федерального значения А298 и Приволжская железная дорога проходят в 10 км южнее хутора и связывают его с районным центром.